# BAA Playoffs 1949
Gli BAA Playoffs 1949 si conclusero con la vittoria dei Minneapolis Lakers che sconfissero i campioni della Eastern Division, i Washington Capitols.

## Squadre qualificate

### Eastern Division
Nella Eastern Division si qualificarono:
1. Wash. Capitols
2. N.Y. Knicks
3. Baltimore Bullets
4. Philad. Warriors

### Western Division
Nella Western Division si qualificarono:
1. Rochester Royals
2. Minneapolis Lakers
3. Chicago Stags
4. St. Louis Bombers

## Tabellone
|  | Semifinali Division | Semifinali Division | Semifinali Division |                    |                    | Finali Division    | Finali Division | Finali Division |  |  | BAA Finals | BAA Finals | BAA Finals |  |
|  |                     |                     |                     |                    |                    |                    |                 |                 |  |  |            |            |            |  |
|  | 1                   | Wash. Capitols *    | 2                   |                    |                    |                    |                 |                 |  |  |            |            |            |  |
|  | 1                   | Wash. Capitols *    | 2                   |                    |                    |                    |                 |                 |  |  |            |            |            |  |
|  | 4                   | Philad. Warriors    | 0                   |                    |                    |                    |                 |                 |  |  |            |            |            |  |
|  | 4                   | Philad. Warriors    | 0                   |                    | Wash. Capitols *   | Wash. Capitols *   | 2               |                 |  |  |            |            |            |  |
|  |                     |                     |                     |                    | Wash. Capitols *   | Wash. Capitols *   | 2               |                 |  |  |            |            |            |  |
|  |                     |                     | N.Y. Knicks         | N.Y. Knicks        | '1                 |                    |                 |                 |  |  |            |            |            |  |
|  | 3                   | Baltimore Bullets   | N.Y. Knicks         | N.Y. Knicks        | '1                 | 1                  |                 |                 |  |  |            |            |            |  |
|  | 3                   | Baltimore Bullets   |                     |                    |                    |                    |                 |                 |  |  |            |            |            |  |
|  | 2                   | N.Y. Knicks         | 2                   |                    |                    |                    |                 |                 |  |  |            |            |            |  |
|  | 2                   | N.Y. Knicks         | 2                   |                    | Wash. Capitols *   | Wash. Capitols *   | 2               |                 |  |  |            |            |            |  |
|  |                     |                     |                     |                    |                    |                    |                 |                 |  |  |            |            |            |  |
|  |                     |                     | Minneapolis Lakers  | Minneapolis Lakers | 4                  |                    |                 |                 |  |  |            |            |            |  |
|  | 1                   | Rochester Royals *  | Minneapolis Lakers  | Minneapolis Lakers | 4                  | 2                  |                 |                 |  |  |            |            |            |  |
|  | 1                   | Rochester Royals *  |                     |                    |                    |                    |                 |                 |  |  |            |            |            |  |
|  | 4                   | St. Louis Bombers   | 0                   |                    |                    |                    |                 |                 |  |  |            |            |            |  |
|  | 4                   | St. Louis Bombers   | 0                   |                    | Rochester Royals * | Rochester Royals * | 0               |                 |  |  |            |            |            |  |
|  |                     |                     |                     |                    | Rochester Royals * | Rochester Royals * | 0               |                 |  |  |            |            |            |  |
|  |                     |                     | Minneapolis Lakers  | Minneapolis Lakers | 2                  |                    |                 |                 |  |  |            |            |            |  |
|  | 3                   | Chicago Stags       | Minneapolis Lakers  | Minneapolis Lakers | 2                  | 0                  |                 |                 |  |  |            |            |            |  |
|  | 3                   | Chicago Stags       |                     |                    |                    |                    |                 |                 |  |  |            |            |            |  |
|  | 2                   | Minneapolis Lakers  | 2                   |                    |                    |                    |                 |                 |  |  |            |            |            |  |

Legenda
- * Vincitore Division
- "Grassetto" Vincitore serie
- "Corsivo" Squadra con fattore campo

## Eastern Division

### Semifinali

#### (1) Washington Capitols - (4) Philadelphia Warriors
RISULTATO FINALE: 2-0
| Filadelfia 23 marzo 1949 Gara 1                                         | Philad. Warriors | 70 – 92 (17-15, 17-25, 13-24, 23-28) referto | Wash. Capitols | Philadelphia Arena |
| J. Bornheimer 13 Punti K. Hermsen 20 H. Dallmar 3 Assist S. Hertzberg 3 |                  |                                              |                |                    |
|                                                                         |                  |                                              |                |                    |
| J. Bornheimer 13                                                        | Punti            | K. Hermsen 20                                |                |                    |
| H. Dallmar 3                                                            | Assist           | S. Hertzberg 3                               |                |                    |

| Washington 24 marzo 1949 Gara 2                                       | Wash. Capitols | 80 – 78 (22-20, 17-13, 20-16, 21-29) referto | Philad. Warriors | Uline Arena |
| B. McKinney 19 Punti C. Crossin 22 J. Nichols 5 Assist J. Fleishman 3 |                |                                              |                  |             |
|                                                                       |                |                                              |                  |             |
| B. McKinney 19                                                        | Punti          | C. Crossin 22                                |                  |             |
| J. Nichols 5                                                          | Assist         | J. Fleishman 3                               |                  |             |

PRECEDENTI IN REGULAR SEASON
| Regular Season 1947-48 | Wash. Capitols | 4 – 2 | Philad. Warriors | Referto 1 - Referto 2 - Referto 3 - Referto 4, Referto 5 - Referto 6 |
| Washington Capitols 77 Philadelphia Warriors 73 Washington Capitols 92 Philadelphia Warriors 78 Washington Capitols 88 Philadelphia Warriors 84 Punti 70 Philadelphia Warriors 81 Washington Capitols 81 Philadelphia Warriors 84 Washington Capitols 91 Philadelphia Warriors 81 Washington Capitols |                | |                  |                                                                      |
| |                | |                  |                                                                      |
| Washington Capitols 77 Philadelphia Warriors 73 Washington Capitols 92 Philadelphia Warriors 78 Washington Capitols 88 Philadelphia Warriors 84 | Punti          | 70 Philadelphia Warriors 81 Washington Capitols 81 Philadelphia Warriors 84 Washington Capitols 91 Philadelphia Warriors 81 Washington Capitols |                  |                                                                      |

PRECEDENTI NEI PLAYOFF
|  | Wash. Capitols | 0 – 0 | Philad. Warriors |  |

#### (2) New York Knicks - (3) Baltimore Bullets
RISULTATO FINALE: 2-1
| Baltimora 23 marzo 1949 Gara 1     | Baltimore Bullets | 82 – 81 (36-39 (1T), 46-42 (1T) referto | N.Y. Knicks | Baltimore Coliseum |
| J. Pelkington 21 Punti C. Braun 21 |                   |                                         |             |                    |
|                                    |                   |                                         |             |                    |
| J. Pelkington 21                   | Punti             | C. Braun 21                             |             |                    |

| New York 24 marzo 1949 Gara 2      | N.Y. Knicks | 84 – 74 (39-35 (1T), 45-39 (1T) referto | Baltimore Bullets | Madison Square Garden III |
| C. Braun 20 Punti J. Pelkington 14 |             |                                         |                   |                           |
|                                    |             |                                         |                   |                           |
| C. Braun 20                        | Punti       | J. Pelkington 14                        |                   |                           |

| New York 26 marzo 1949 Gara 3      | N.Y. Knicks | 103 – 99 (d.1t.s.) (25-26, 26-25, 17-16, 21-22) (14-10) referto | Baltimore Bullets | Madison Square Garden III |
| H. Gallatin 21 Punti C. Simmons 22 |             |                                                                 |                   |                           |
|                                    |             |                                                                 |                   |                           |
| H. Gallatin 21                     | Punti       | C. Simmons 22                                                   |                   |                           |

PRECEDENTI IN REGULAR SEASON
| Regular Season 1948-49 | N.Y. Knicks | 4 – 2 | Baltimore Bullets | Referto 1 - Referto 2 - Referto 3 - Referto 4, Referto 5 - Referto 6 |
| New York Knicks 91 Baltimore Bullets 55 New York Knicks 72 New York Knicks 81 Baltimore Bullets 82 Baltimore Bullets 94 Punti 87 Baltimore Bullets 67 New York Knicks 71 Baltimore Bullets 83 Baltimore Bullets 68 New York Knicks 99 New York Knicks |             | |                   |                                                                      |
| |             | |                   |                                                                      |
| New York Knicks 91 Baltimore Bullets 55 New York Knicks 72 New York Knicks 81 Baltimore Bullets 82 Baltimore Bullets 94 | Punti       | 87 Baltimore Bullets 67 New York Knicks 71 Baltimore Bullets 83 Baltimore Bullets 68 New York Knicks 99 New York Knicks |                   |                                                                      |

PRECEDENTI NEI PLAYOFF
|  | N.Y. Knicks | 0 – 1 | Baltimore Bullets (1948) |  |

### Finale

#### (1) Washington Capitols - (2) New York Knicks
RISULTATO FINALE: 2-1
| Washington 29 marzo 1949 Gara 1      | Wash. Capitols | 77 – 71 (21-17, 17-18, 18-17, 21-19) referto | N.Y. Knicks | National Guard Armory |
| J. Norlander 16 Punti H. Gallatin 17 |                |                                              |             |                       |
|                                      |                |                                              |             |                       |
| J. Norlander 16                      | Punti          | H. Gallatin 17                               |             |                       |

| New York 31 marzo 1949 Gara 2   | N.Y. Knicks | 86 – 84 (d.1t.s.) referto | Wash. Capitols | Madison Square Garden III |
| C. Braun 30 Punti J. Nichols 25 |             |                           |                |                           |
|                                 |             |                           |                |                           |
| C. Braun 30                     | Punti       | J. Nichols 25             |                |                           |

| Washington 2 aprile 1949 Gara 3                 | Wash. Capitols | 84 – 76 (24-15, 24-23, 12-17, 24-21) referto | N.Y. Knicks | National Guard Armory |
| S. Hertzberg 24 Punti H. Gallatin , C. Braun 15 |                |                                              |             |                       |
|                                                 |                |                                              |             |                       |
| S. Hertzberg 24                                 | Punti          | H. Gallatin, C. Braun 15                     |             |                       |

PRECEDENTI IN REGULAR SEASON
| Regular Season 1948-49 | Wash. Capitols | 3 – 3 | N.Y. Knicks | Referto 1 - Referto 2 - Referto 3 - Referto 4, Referto 5 - Referto 6 |
| New York Knicks 62 Washington Capitols 75 New York Knicks 93 Washington Capitols 73 New York Knicks 90 Washington Capitols 70 Punti 73 Washington Capitols 73 New York Knicks 97 Washington Capitols 83 New York Knicks 74 Washington Capitols 82 New York Knicks |                | |             |                                                                      |
| |                | |             |                                                                      |
| New York Knicks 62 Washington Capitols 75 New York Knicks 93 Washington Capitols 73 New York Knicks 90 Washington Capitols 70 | Punti          | 73 Washington Capitols 73 New York Knicks 97 Washington Capitols 83 New York Knicks 74 Washington Capitols 82 New York Knicks |             |                                                                      |

PRECEDENTI NEI PLAYOFF
|  | Wash. Capitols | 0 – 0 | N.Y. Knicks |  |

## Western Division

### Semifinali

#### (1) Rochester Royals - (4) St. Louis Bombers
RISULTATO FINALE: 2-0
| Rochester 22 marzo 1949 Gara 1   | Rochester Royals | 93 – 64 (50-27 (1T), 43-37 (2T) referto | St. Louis Bombers | Edgerton Park Arena |
| B. Davies 23 Punti B. Roberts 16 |                  |                                         |                   |                     |
|                                  |                  |                                         |                   |                     |
| B. Davies 23                     | Punti            | B. Roberts 16                           |                   |                     |

| Saint Louis 23 marzo 1949 Gara 2 | St. Louis Bombers | 64 – 66 (26-29 (1T), 38-37 (2T) referto | Rochester Royals | St. Louis Arena |
| R. Rocha 27 Punti B. Wanzer 17   |                   |                                         |                  |                 |
|                                  |                   |                                         |                  |                 |
| R. Rocha 27                      | Punti             | B. Wanzer 17                            |                  |                 |

PRECEDENTI IN REGULAR SEASON
| Regular Season 1948-49 | Rochester Royals | 6 – 0 | St. Louis Bombers | Referto 1 - Referto 2 - Referto 3 - Referto 4, Referto 5 - Referto 6 |
| Rochester Royals 90 Rochester Royals 106 St. Louis Bombers 64 St. Louis Bombers 74 St. Louis Bombers 63 Rochester Royals 104 Punti 82 St. Louis Bombers 83 St. Louis Bombers 89 Rochester Royals 84 Rochester Royals 68 Rochester Royals 74 St. Louis Bombers |                  | |                   |                                                                      |
| |                  | |                   |                                                                      |
| Rochester Royals 90 Rochester Royals 106 St. Louis Bombers 64 St. Louis Bombers 74 St. Louis Bombers 63 Rochester Royals 104 | Punti            | 82 St. Louis Bombers 83 St. Louis Bombers 89 Rochester Royals 84 Rochester Royals 68 Rochester Royals 74 St. Louis Bombers |                   |                                                                      |

PRECEDENTI NEI PLAYOFF
|  | Rochester Royals | 0 – 0 | St. Louis Bombers |  |

#### (2) Minneapolis Lakers - (3) Chicago Stags
RISULTATO FINALE: 2-0
| Minneapolis 23 marzo 1949 Gara 1  | Minneapolis Lakers | 84 – 77 (33-35 (1T), 51-42 (2T) referto | Chicago Stags | Minneapolis Auditorium |
| G. Mikan 37 Punti M. Zaslofsky 22 |                    |                                         |               |                        |
|                                   |                    |                                         |               |                        |
| G. Mikan 37                       | Punti              | M. Zaslofsky 22                         |               |                        |

| Chicago 24 marzo 1949 Gara 2      | Chicago Stags | 85 – 101 (42-56 (1T), 43-45 (2T) referto | Minneapolis Lakers | Chicago Stadium |
| M. Zaslofsky 22 Punti G. Mikan 38 |               |                                          |                    |                 |
|                                   |               |                                          |                    |                 |
| M. Zaslofsky 22                   | Punti         | G. Mikan 38                              |                    |                 |

PRECEDENTI IN REGULAR SEASON
| Regular Season 1948-49 | Minneapolis Lakers | 4 – 2 | Chicago Stags | Referto 1 - Referto 2 - Referto 3 - Referto 4, Referto 5 - Referto 6 |
| Chicago Stags 81 (1 t.s.) Chicago Stags 104 Minneapolis Lakers 94 Minneapolis Lakers 84 Chicago Stags 105 Minneapolis Lakers 90 Punti 85 Minneapolis Lakers 100 Minneapolis Lakers 84 Chicago Stags 49 Chicago Stags 97 Minneapolis Lakers 71 Chicago Stags |                    | |               |                                                                      |
| |                    | |               |                                                                      |
| Chicago Stags 81 (1 t.s.) Chicago Stags 104 Minneapolis Lakers 94 Minneapolis Lakers 84 Chicago Stags 105 Minneapolis Lakers 90 | Punti              | 85 Minneapolis Lakers 100 Minneapolis Lakers 84 Chicago Stags 49 Chicago Stags 97 Minneapolis Lakers 71 Chicago Stags |               |                                                                      |

PRECEDENTI NEI PLAYOFF
|  | Minneapolis Lakers | 0 – 0 | Chicago Stags |  |

### Finale

#### (1) Rochester Royals - (2) Minneapolis Lakers
RISULTATO FINALE: 0-2
| Rochester 27 marzo 1949 Gara 1 | Rochester Royals | 79 – 80 (34-46 (1T), 45-34 (2T) referto | Minneapolis Lakers | Edgerton Park Arena |
| A. Risen 17 Punti G. Mikan 32  |                  |                                         |                    |                     |
|                                |                  |                                         |                    |                     |
| A. Risen 17                    | Punti            | G. Mikan 32                             |                    |                     |

| Minneapolis 29 marzo 1949 Gara 2 | Minneapolis Lakers | 67 – 55 (34-32 (1T), 34-23 (2T) referto | Rochester Royals | Minneapolis Auditorium |
| G. Mikan 31 Punti A. Risen 21    |                    |                                         |                  |                        |
|                                  |                    |                                         |                  |                        |
| G. Mikan 31                      | Punti              | A. Risen 21                             |                  |                        |

PRECEDENTI IN REGULAR SEASON
| Regular Season 1948-49 | Rochester Royals | 2 – 4 | Minneapolis Lakers | Referto 1 - Referto 2 - Referto 3 - Referto 4, Referto 5 - Referto 6 |
| Rochester Royals 92 Rochester Royals 75 Minneapolis Lakers 67 Minneapolis Lakers 99 Minneapolis Lakers 74 Rochester Royals 85 Punti 75 Minneapolis Lakers 96 Minneapolis Lakers 58 Rochester Royals 90 Rochester Royals 85 Rochester Royals 99 Minneapolis Lakers |                  | |                    |                                                                      |
| |                  | |                    |                                                                      |
| Rochester Royals 92 Rochester Royals 75 Minneapolis Lakers 67 Minneapolis Lakers 99 Minneapolis Lakers 74 Rochester Royals 85 | Punti            | 75 Minneapolis Lakers 96 Minneapolis Lakers 58 Rochester Royals 90 Rochester Royals 85 Rochester Royals 99 Minneapolis Lakers |                    |                                                                      |

PRECEDENTI NEI PLAYOFF
|  | Rochester Royals | 0 – 0 | Minneapolis Lakers |  |

## BAA Finals 1949

### Minneapolis Lakers - Washington Capitols
RISULTATO FINALE
|  | Minneapolis Lakers | 4 – 2 | Wash. Capitols |  |

PRECEDENTI IN REGULAR SEASON
| Regular Season 1948-49 | Minneapolis Lakers | 2 – 3 | Wash. Capitols | Referto 1 - Referto 2 - Referto 3 - Referto 4, Referto 5 |
| Washington Capitols 67 Minneapolis Lakers 83 Minneapolis Lakers 91 Minneapolis Lakers 84 Washington Capitols 85 Punti 62 Minneapolis Lakers 94 Washington Capitols 68 Washington Capitols 79 Washington Capitols 72 Minneapolis Lakers |                    | |                |                                                          |
| |                    | |                |                                                          |
| Washington Capitols 67 Minneapolis Lakers 83 Minneapolis Lakers 91 Minneapolis Lakers 84 Washington Capitols 85 | Punti              | 62 Minneapolis Lakers 94 Washington Capitols 68 Washington Capitols 79 Washington Capitols 72 Minneapolis Lakers |                |                                                          |

PRECEDENTI NEI PLAYOFF
|  | Minneapolis Lakers | 0 – 0 | Wash. Capitols |  |

#### Roster
| \| Pos. \| Num. \| Naz. \| Nome \| Altezza \| Peso \| Data nascita \| Provenienza \| \| ---- \| ---- \| ---- \| ----------------- \| ------- \| ------ \| ------------ \| -------------- \| \| A/C \| 11 \| \| Bloom, Mike \| 198 cm \| 86 kg \| 14-01-1915 \| Temple \| \| G/AP \| 15 \| \| Carlson, Don \| 183 cm \| 77 kg \| 22-03-1919 \| Minnesota \| \| G/AP \| 19 \| \| Dwan, Jack \| 193 cm \| 91 kg \| 03-05-1921 \| Loyola (IL) \| \| C \| 18 \| \| Ellefson, Ray \| 203 cm \| 104 kg \| 18-11-1922 \| Oklahoma State \| \| G/AP \| 18 \| \| Ferrin, Arnie \| 188 cm \| 82 kg \| 29-07-1925 \| Utah \| \| G \| 22 \| \| Forman, Donnie \| 178 cm \| 79 kg \| 17-01-1926 \| New York \| \| A \| 14 \| \| Gardner, Earl \| 191 cm \| 88 kg \| 18-09-1923 \| DePauw \| \| G/AP \| 13 \| \| Jaros, Tony \| 191 cm \| 84 kg \| 22-02-1920 \| Minnesota \| \| G/AP \| 16 \| \| Jorgensen, Johnny \| 188 cm \| 84 kg \| 28-12-1921 \| DePaul \| \| G \| 20 \| \| Kachan, Whitey \| 188 cm \| 79 kg \| 15-09-1925 \| DePaul \| \| C \| 99 \| \| Mikan, George \| 208 cm \| 111 kg \| 18-06-1924 \| DePaul \| \| A/C \| 17 \| \| Pollard, Jim \| 193 cm \| 84 kg \| 09-07-1922 \| Stanford \| \| G/AP \| 10 \| \| Schaefer, Herm \| 183 cm \| 79 kg \| 20-12-1918 \| Indiana \| \| G/AP \| 12 \| \| Smith, Don \| 188 cm \| 86 kg \| 27-07-1920 \| Minnesota \| \| A \| \| \| Tingle, Jack \| 193 cm \| 93 kg \| 30-12-1924 \| Kentucky \| | Allenatore - John Kundla Legenda - (C) Capitano - (FA) Free agent - (S) Sospeso - (TW) Contratto Two-way - (GL) Assegnato a squadra G League affiliata - Infortunato Roster • Transazioni · Ultima transazione: 22 giugno 1949 |                        |                   |         |        |              |                |
| Pos. | Num. | Naz.                   | Nome              | Altezza | Peso   | Data nascita | Provenienza    |
| A/C | 11 | Stati Uniti (bandiera) | Bloom, Mike       | 198 cm  | 86 kg  | 14-01-1915   | Temple         |
| G/AP | 15 | Stati Uniti (bandiera) | Carlson, Don      | 183 cm  | 77 kg  | 22-03-1919   | Minnesota      |
| G/AP | 19 | Stati Uniti (bandiera) | Dwan, Jack        | 193 cm  | 91 kg  | 03-05-1921   | Loyola (IL)    |
| C | 18 | Stati Uniti (bandiera) | Ellefson, Ray     | 203 cm  | 104 kg | 18-11-1922   | Oklahoma State |
| G/AP | 18 | Stati Uniti (bandiera) | Ferrin, Arnie     | 188 cm  | 82 kg  | 29-07-1925   | Utah           |
| G | 22 | Stati Uniti (bandiera) | Forman, Donnie    | 178 cm  | 79 kg  | 17-01-1926   | New York       |
| A | 14 | Stati Uniti (bandiera) | Gardner, Earl     | 191 cm  | 88 kg  | 18-09-1923   | DePauw         |
| G/AP | 13 | Stati Uniti (bandiera) | Jaros, Tony       | 191 cm  | 84 kg  | 22-02-1920   | Minnesota      |
| G/AP | 16 | Stati Uniti (bandiera) | Jorgensen, Johnny | 188 cm  | 84 kg  | 28-12-1921   | DePaul         |
| G | 20 | Stati Uniti (bandiera) | Kachan, Whitey    | 188 cm  | 79 kg  | 15-09-1925   | DePaul         |
| C | 99 | Stati Uniti (bandiera) | Mikan, George     | 208 cm  | 111 kg | 18-06-1924   | DePaul         |
| A/C | 17 | Stati Uniti (bandiera) | Pollard, Jim      | 193 cm  | 84 kg  | 09-07-1922   | Stanford       |
| G/AP | 10 | Stati Uniti (bandiera) | Schaefer, Herm    | 183 cm  | 79 kg  | 20-12-1918   | Indiana        |
| G/AP | 12 | Stati Uniti (bandiera) | Smith, Don        | 188 cm  | 86 kg  | 27-07-1920   | Minnesota      |
| A | | Stati Uniti (bandiera) | Tingle, Jack      | 193 cm  | 93 kg  | 30-12-1924   | Kentucky       |

| \| Pos. \| Num. \| Naz. \| Nome \| Altezza \| Peso \| Data nascita \| Provenienza \| \| ---- \| ---- \| ---- \| ----------------- \| ------- \| ------ \| ------------ \| -------------------- \| \| G/AP \| 10 \| \| Feerick, Bob \| 191 cm \| 86 kg \| 02-01-1920 \| Santa Clara \| \| A/C \| 11 \| \| Hermsen, Kleggie \| 206 cm \| 102 kg \| 12-03-1923 \| Minnesota \| \| G \| 29 \| \| Hertzberg, Sonny \| 178 cm \| 79 kg \| 29-07-1922 \| CCNY \| \| G \| 23 \| \| Katkaveck, Leo \| 183 cm \| 84 kg \| 17-04-1923 \| North Carolina State \| \| A/C \| 17 \| \| McKinney, Bones \| 198 cm \| 84 kg \| 01-01-1919 \| North Carolina \| \| A/C \| 15 \| \| Nichols, Jack \| 201 cm \| 101 kg \| 09-04-1926 \| Washington \| \| A \| 16 \| \| Norlander, Johnny \| 191 cm \| 82 kg \| 03-03-1921 \| Hamline \| \| G/AP \| 13 \| \| O'Keefe, Dick \| 188 cm \| 84 kg \| 29-09-1923 \| Santa Clara \| \| G/AP \| 22 \| \| Schulz, Dick \| 188 cm \| 87 kg \| 03-01-1917 \| Wisconsin \| \| G \| 20 \| \| Scolari, Fred \| 178 cm \| 82 kg \| 01-03-1922 \| San Francisco \| \| A/C \| 15 \| \| Toomay, Jack \| 198 cm \| 98 kg \| 09-08-1922 \| Pacific \| \| G/AP \| 18 \| \| Zunic, Matt \| 191 cm \| 88 kg \| 19-12-1919 \| George Washington \| | Allenatore - Red Auerbach Legenda - (C) Capitano - (FA) Free agent - (S) Sospeso - (TW) Contratto Two-way - (GL) Assegnato a squadra G League affiliata - Infortunato Roster |                        |                   |         |        |              |                      |
| Pos. | Num. | Naz.                   | Nome              | Altezza | Peso   | Data nascita | Provenienza          |
| G/AP | 10 | Stati Uniti (bandiera) | Feerick, Bob      | 191 cm  | 86 kg  | 02-01-1920   | Santa Clara          |
| A/C | 11 | Stati Uniti (bandiera) | Hermsen, Kleggie  | 206 cm  | 102 kg | 12-03-1923   | Minnesota            |
| G | 29 | Stati Uniti (bandiera) | Hertzberg, Sonny  | 178 cm  | 79 kg  | 29-07-1922   | CCNY                 |
| G | 23 | Stati Uniti (bandiera) | Katkaveck, Leo    | 183 cm  | 84 kg  | 17-04-1923   | North Carolina State |
| A/C | 17 | Stati Uniti (bandiera) | McKinney, Bones   | 198 cm  | 84 kg  | 01-01-1919   | North Carolina       |
| A/C | 15 | Stati Uniti (bandiera) | Nichols, Jack     | 201 cm  | 101 kg | 09-04-1926   | Washington           |
| A | 16 | Stati Uniti (bandiera) | Norlander, Johnny | 191 cm  | 82 kg  | 03-03-1921   | Hamline              |
| G/AP | 13 | Stati Uniti (bandiera) | O'Keefe, Dick     | 188 cm  | 84 kg  | 29-09-1923   | Santa Clara          |
| G/AP | 22 | Stati Uniti (bandiera) | Schulz, Dick      | 188 cm  | 87 kg  | 03-01-1917   | Wisconsin            |
| G | 20 | Stati Uniti (bandiera) | Scolari, Fred     | 178 cm  | 82 kg  | 01-03-1922   | San Francisco        |
| A/C | 15 | Stati Uniti (bandiera) | Toomay, Jack      | 198 cm  | 98 kg  | 09-08-1922   | Pacific              |
| G/AP | 18 | Stati Uniti (bandiera) | Zunic, Matt       | 191 cm  | 88 kg  | 19-12-1919   | George Washington    |

#### Risultati
| Arbitro: | Pat Kennedy |

|                                                                |            |                                                                            |
| G. Mikan 42                                                    | Punti      | F. Scolari 20                                                              |
| Carlson, Dwan, Ferrin, Forman, Jaros, Mikan, Pollard, Schaefer | Formazioni | Hermsen, Hertzberg, McKinney, Nichols, Norlander, O'Keefe, Schulz, Scolari |

| Arbitri: | Pat Kennedy Phil Fox |

|                                                                                            |            |                                                                                  |
| D. Carlson 16                                                                              | Punti      | S. Hertzberg 13                                                                  |
| Carlson, Dwan, Ferrin, Forman, Gardner, Jaros, Jorgensen, Kachan, Mikan, Pollard, Schaefer | Formazioni | Hermsen, Hertzberg, McKinney, Nichols, Norlander, O'Keefe, Scolari, Zunic, Zunic |

| Arbitri: | Pat Kennedy Ed Boyle |

|                                                                                    |            |                                                                           |
| J. Nichols 12                                                                      | Punti      | G. Mikan 35                                                               |
| Hermsen, Hertzberg, Katkaveck, Nichols, Norlander, O'Keefe, Schulz, Scolari, Zunic | Formazioni | Carlson, Dwan, Ferrin, Jaros, Jorgensen, Kachan, Mikan, Pollard, Schaefer |

| Arbitri: | Pat Kennedy Ed Boyle |

|                                                                                              |            |                                                                                            |
| J. Nichols 27                                                                                | Punti      | G. Mikan 27                                                                                |
| Hermsen, Hertzberg, Katkaveck, McKinney, Nichols, Norlander, O'Keefe, Schulz, Scolari, Zunic | Formazioni | Carlson, Dwan, Ferrin, Forman, Gardner, Jaros, Jorgensen, Kachan, Mikan, Pollard, Schaefer |

| Arbitri: | Pat Kennedy Ed Boyle |

|                                                                                              |            |                                                                         |
| J. Nichols 13                                                                                | Punti      | G. Mikan 22                                                             |
| Hermsen, Hertzberg, Katkaveck, McKinney, Nichols, Norlander, O'Keefe, Schulz, Scolari, Zunic | Formazioni | Carlson, Dwan, Ferrin, Forman, Gardner, Jaros, Mikan, Pollard, Schaefer |

| Minneapolis 13 aprile 1949 Gara 6 | Minneapolis Lakers | 77 – 56 (19-12, 21-12, 22-17, 15-15) referto                                                 | Wash. Capitols | Minneapolis Auditorium (10.482 spett.) |
| \| \| \| \| \| G. Mikan 29 \| Punti \| K. Hermsen 12 \| \| Carlson, Dwan, Ferrin, Forman, Jaros, Mikan, Pollard, Schaefer \| Formazioni \| Hermsen, Hertzberg, Katkaveck, McKinney, Nichols, Norlander, O'Keefe, Schulz, Scolari, Zunic \| |                    |                                                                                              |                |                                        |
| |                    |                                                                                              |                |                                        |
| G. Mikan 29 | Punti              | K. Hermsen 12                                                                                |                |                                        |
| Carlson, Dwan, Ferrin, Forman, Jaros, Mikan, Pollard, Schaefer | Formazioni         | Hermsen, Hertzberg, Katkaveck, McKinney, Nichols, Norlander, O'Keefe, Schulz, Scolari, Zunic |                |                                        |

| Campione BAA 1948-1949         |
| ------------------------------ |
| Minneapolis Lakers (1º titolo) |

#### Hall of famer
| NBA Finals | Atleta       | Squadra            | Anno |            |
| ---------- | ------------ | ------------------ | ---- | ---------- |
| Giocatore  | George Mikan | Minneapolis Lakers | 1959 | Giocatore  |
| Giocatore  | Jim Pollard  | Minneapolis Lakers | 1978 | Giocatore  |
| Allenatore | John Kundla  | Minneapolis Lakers | 1995 | Allenatore |
| Allenatore | Red Auerbach | Wash. Capitols     | 1969 | Allenatore |

## Squadra vincitrice
| N° | Naz.                   | Ruolo | Sportivo         | Anno | Alt. | Peso |
| -- | ---------------------- | ----- | ---------------- | ---- | ---- | ---- |
|    | Stati Uniti (bandiera) | A     | Jack Tingle      | 1924 | 193  | 93   |
| 10 | Stati Uniti (bandiera) | GA    | Herm Schaefer    | 1918 | 183  | 79   |
| 11 | Stati Uniti (bandiera) | AC    | Mike Bloom       | 1915 | 198  | 86   |
| 12 | Stati Uniti (bandiera) | GA    | Don Smith        | 1920 | 188  | 86   |
| 13 | Stati Uniti (bandiera) | GA    | Tony Jaros       | 1920 | 191  | 84   |
| 14 | Stati Uniti (bandiera) | A     | Earl Gardner     | 1923 | 191  | 88   |
| 15 | Stati Uniti (bandiera) | GA    | Don Carlson      | 1919 | 183  | 77   |
| 16 | Stati Uniti (bandiera) | GA    | Johnny Jorgensen | 1921 | 188  | 84   |
| 17 | Stati Uniti (bandiera) | AC    | Jim Pollard      | 1922 | 193  | 84   |
| 18 | Stati Uniti (bandiera) | C     | Ray Ellefson     | 1922 | 203  | 104  |
| 18 | Stati Uniti (bandiera) | GA    | Arnie Ferrin     | 1925 | 188  | 82   |
| 19 | Stati Uniti (bandiera) | GA    | Jack Dwan        | 1921 | 193  | 91   |
| 20 | Stati Uniti (bandiera) | G     | Whitey Kachan    | 1925 | 188  | 79   |
| 22 | Stati Uniti (bandiera) | G     | Donnie Forman    | 1926 | 178  | 79   |
| 99 | Stati Uniti (bandiera) | C     | George Mikan     | 1924 | 208  | 111  |

## Statistiche
Aggiornate al 25 luglio 2021.
| Categoria | Giocatore    | Squadra            | Media | PG |
| --------- | ------------ | ------------------ | ----- | -- |
| Punti     | George Mikan | Minneapolis Lakers | 30,3  | 10 |
| Assist    | Jim Pollard  | Minneapolis Lakers | 3,9   | 10 |